# Rennweg

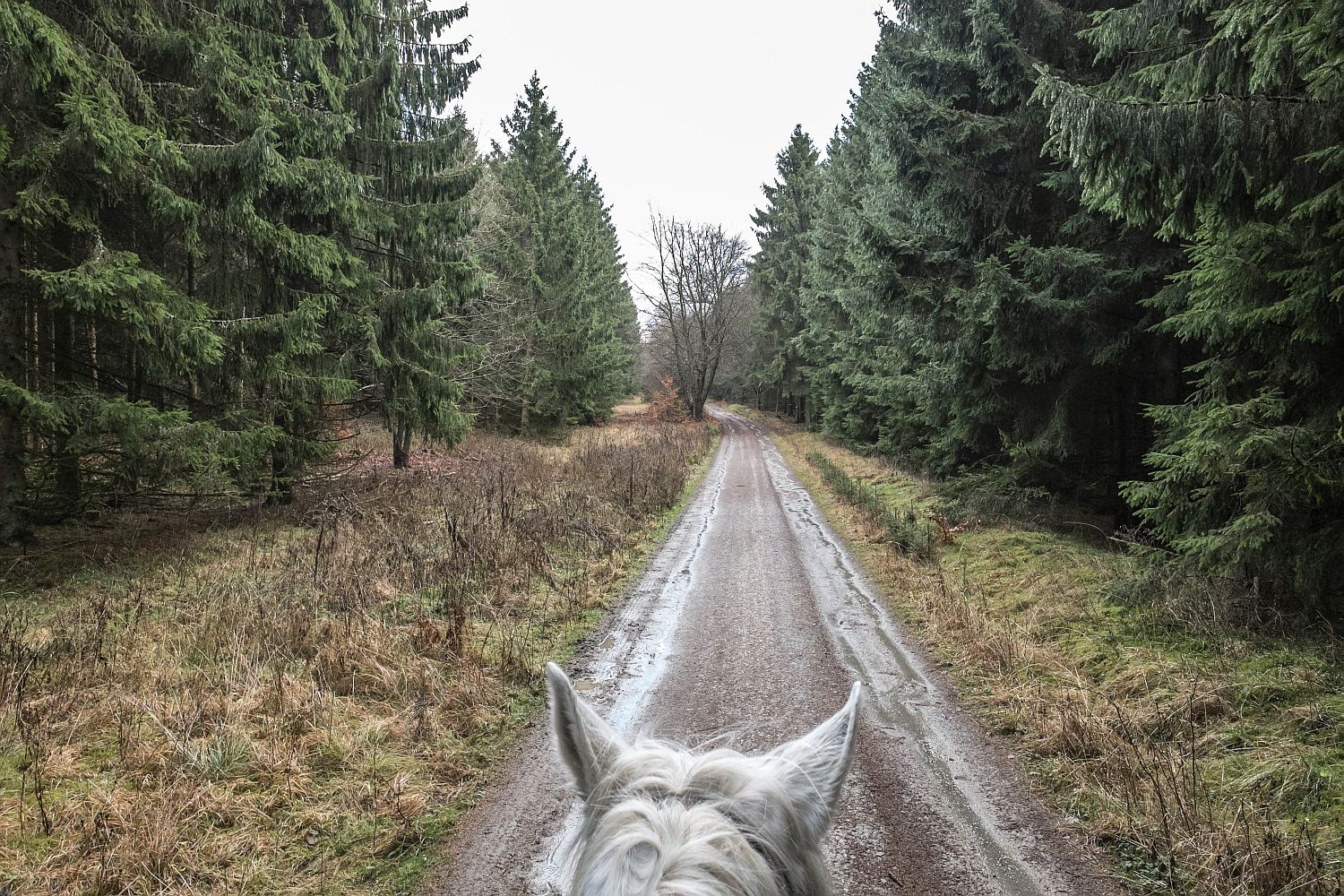
Klassische Situation: Geradliniger Rennweg auf einem Kamm im Taunus

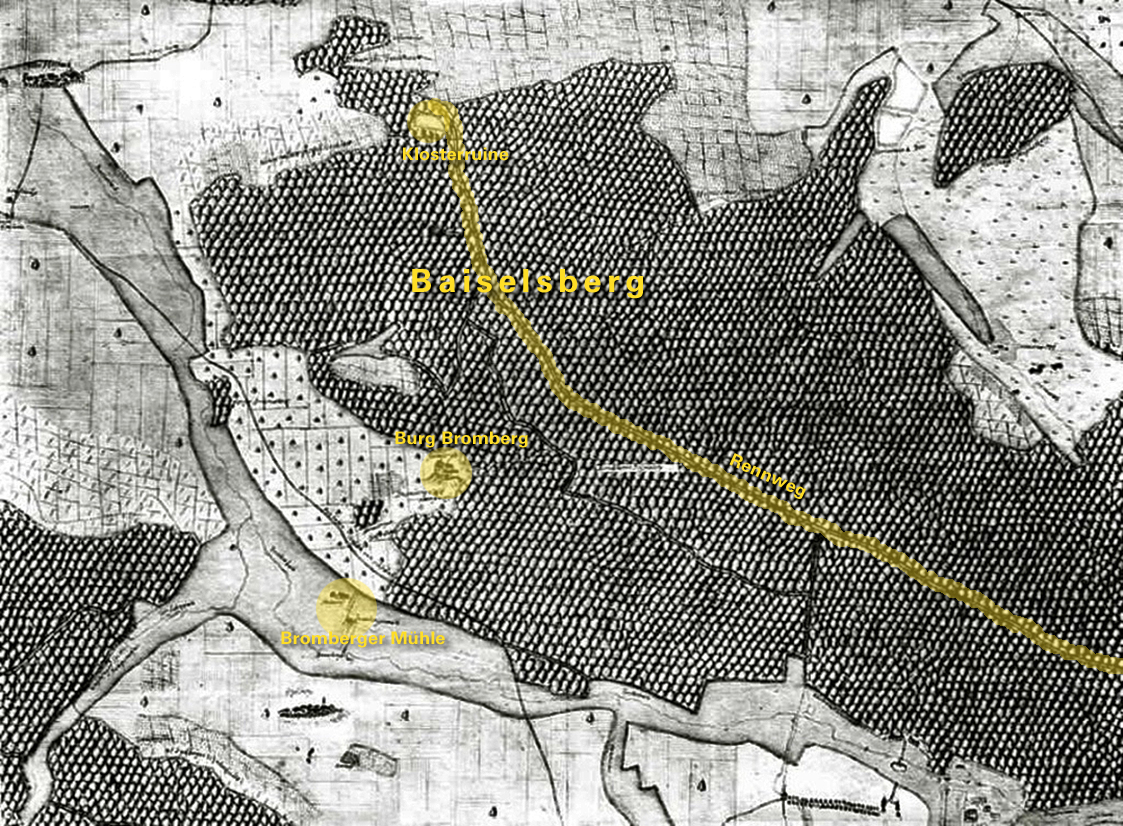
Auf dem bewaldeten Bergrücken des Baiselsbergs verläuft der südliche Rennweg im Stromberg quasi parallel zur Straße im Kirbachtal

Ein Rennweg (ahd. renniweg, Wallonisch. Vecque), teils auch Rennsteig oder Rennstieg genannt, diente ursprünglich vor allem militärischen Zwecken. Dieser funktionale Gattungsbegriff aus der Ritterzeit wurde von [ein Ross] Rennen im Sinne von schnellem Reiten abgeleitet (vgl. Rennwiese im Sinne von Turnierplatz, Rennfahne für Reiterstandarte oder Renner für das bevorzugte Ritterpferd).

## Geschichte

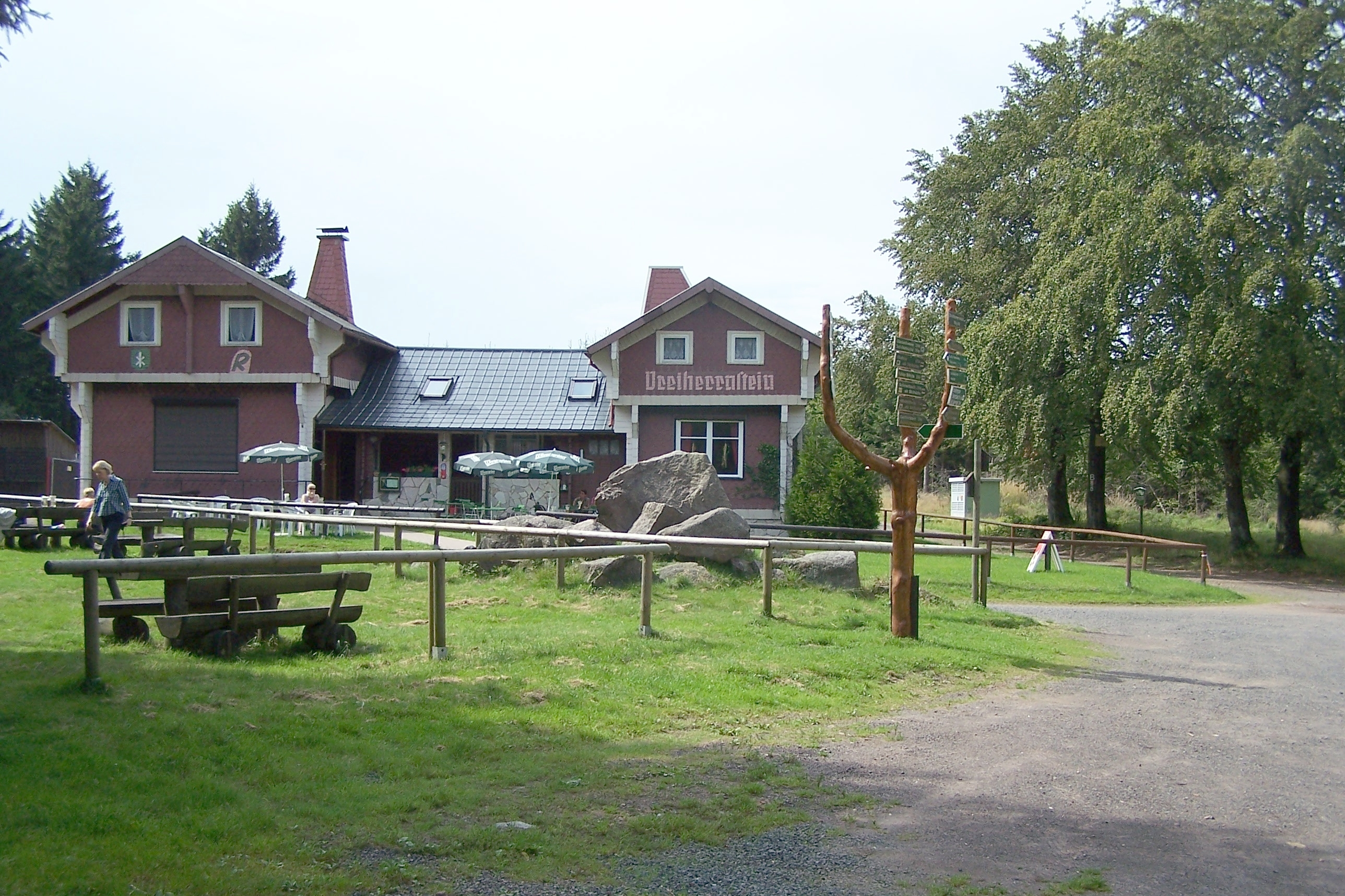
Dreiherrenstein am Breitunger Rennsteig, der hier als Grenze diente

Der erste urkundliche Beleg für einen Rennweg stammt aus der Urkundensammlung des Klosters Fulda: In einer aus dem 9. Jahrhundert stammenden Beschreibung des Kirchspiels Salmünster wird ein „Renniweg“ erwähnt.
Im Mittelalter wurden Rennwege im Gegensatz zur offenen Straße meist abseits von Siedlungen, gerne auf Höhenzügen und durch Wälder als geheime Direktverbindungen für kleinere Reitertruppen und Boten angelegt. Militärisch nutzte man sie für Überraschungscoups, schnellen Rückzug oder für Kundschafter. Mitunter dienten sie auch der Verknüpfung adeligen Streubesitzes oder als kürzeste Verbindungen für Fernreisen des Adels mit kleinem Gefolge. Gelegentlich wurden dafür Abschnitte ehemaliger Römerstraßen neu genutzt. Im Gegensatz zu befahrbaren Dietwegen und Handelsstraßen waren die meist geradlinig verlaufenden Rennwege aber eher schmale Reitwege oder Pfade mit oft starken Höhenunterschieden, die für Fuhrwerke bzw. den Tross meist nicht geeignet und deren Benutzung für Händler und das gemeine Volk wegen des fehlenden Geleitschutzes nicht ratsam waren.
In der Neuzeit verloren die Rennwege im Zuge des territorialen und militärischen Wandels allmählich ihre strategische und großteils auch ihre verkehrsgeographische Bedeutung.
Sofern sie entlang von Bergkämmen verliefen, wurden Rennwege später häufig zur Abgrenzung von Gemarkungen oder Territorien herangezogen und deshalb manchmal auch als Grenzweg bezeichnet oder interpretiert. Die mitunter auftauchende Herleitung des Begriffs von Rain als „Rainweg“ ist etymologisch nicht haltbar.

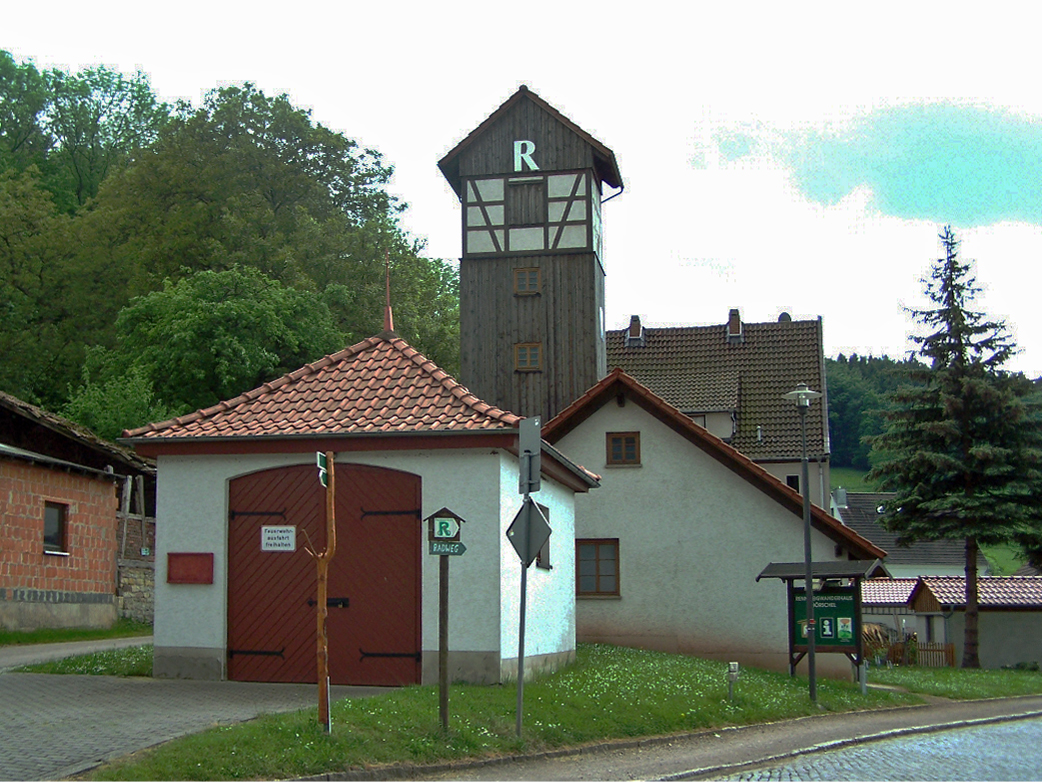
Rennsteig-Haus in Hörschel, Thüringen

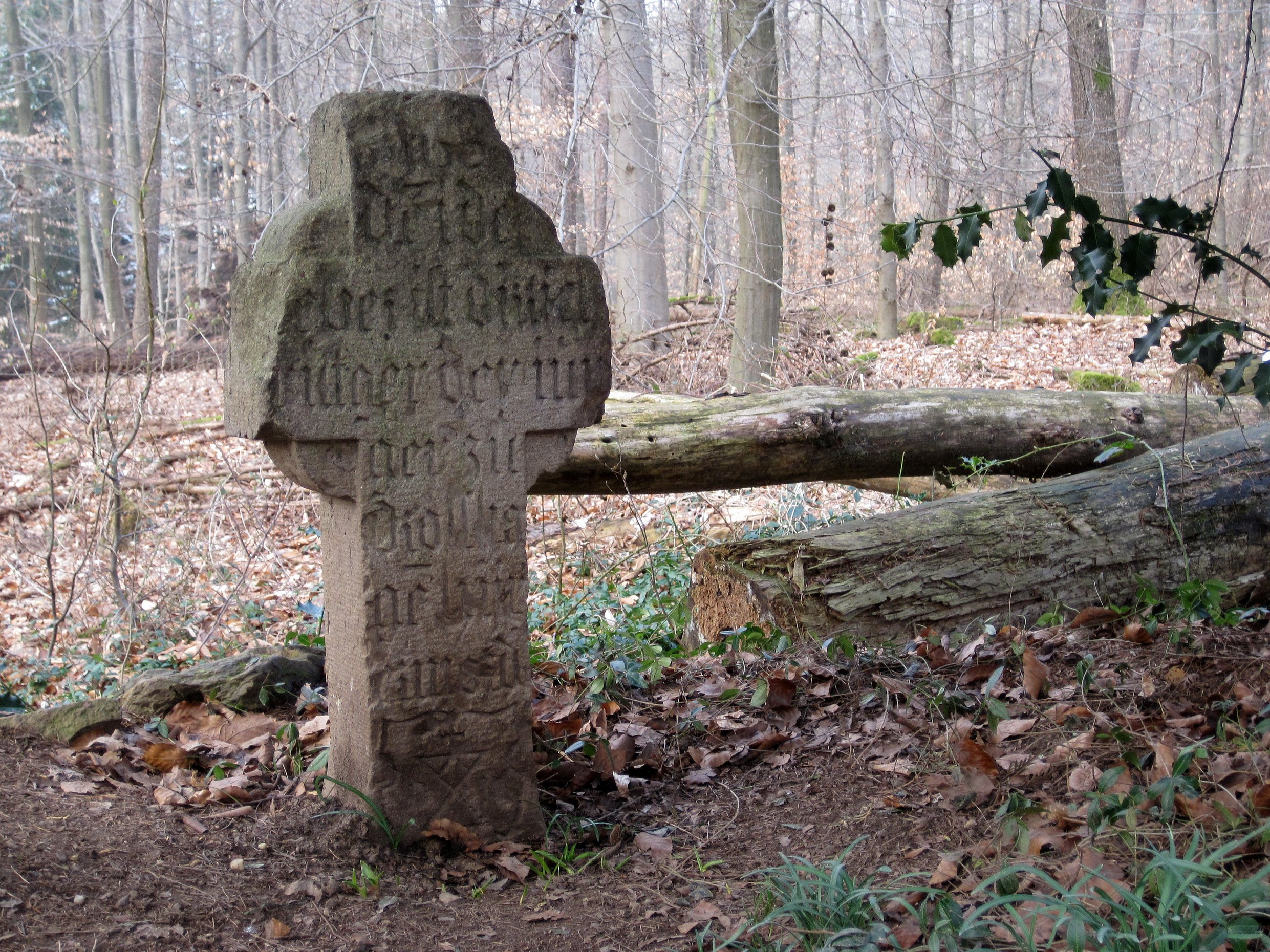
Gedenkstein an einen Mord am Rennweg bei Köln

## Relikte
Über 220 Rennwege oder -steige blieben insbesondere in den deutschen Mittelgebirgsregionen erhalten. Noch weit mehr lassen sich anhand von alten Flurkarten und Quellen belegen.

### Erhaltene Rennwege
Die verbliebenen Rennwege oder Rennsteige werden heute gerne als Wanderwege oder auch als touristisches Leitmotiv genutzt:
- Rennweg (Breisgau) bei Freiburg im Breisgau, Baden-Württemberg
- Rennwege im Stromberg, Reit- und Botenwege auf den Höhen des Strombergs, Baden-Württemberg
- Rennweg (Haßberge), Weg über den Kamm der fränkischen Haßberge, Bayern
- Rennsteig (Hauptsmoorwald) bei Bamberg, Bayern
- Rennstraße im Naturpark Taunus, Hessen
- Rennweg (Arnsberger Wald), heute Hauptwanderstrecke des Sauerländischen Gebirgsvereins, Nordrhein-Westfalen
- Rennweg (Hürtgenwald) im Hürtgenwald, Nordrhein-Westfalen
- Rennweg (Königsforst) im Königsforst bei Köln, Nordrhein-Westfalen
- Rennsteig im Thüringer Wald und Frankenwald, Thüringen und Bayern[6]
- Breitunger Rennsteig, ein Zweigweg des Thüringer Rennsteigs, Thüringen
- Rennstieg, Kammweg im Hainich, Thüringen
- Rennweg (Kyffhäuser), Reit- und Botenweg im Kyffhäuser, Thüringen

### Namensrelikte

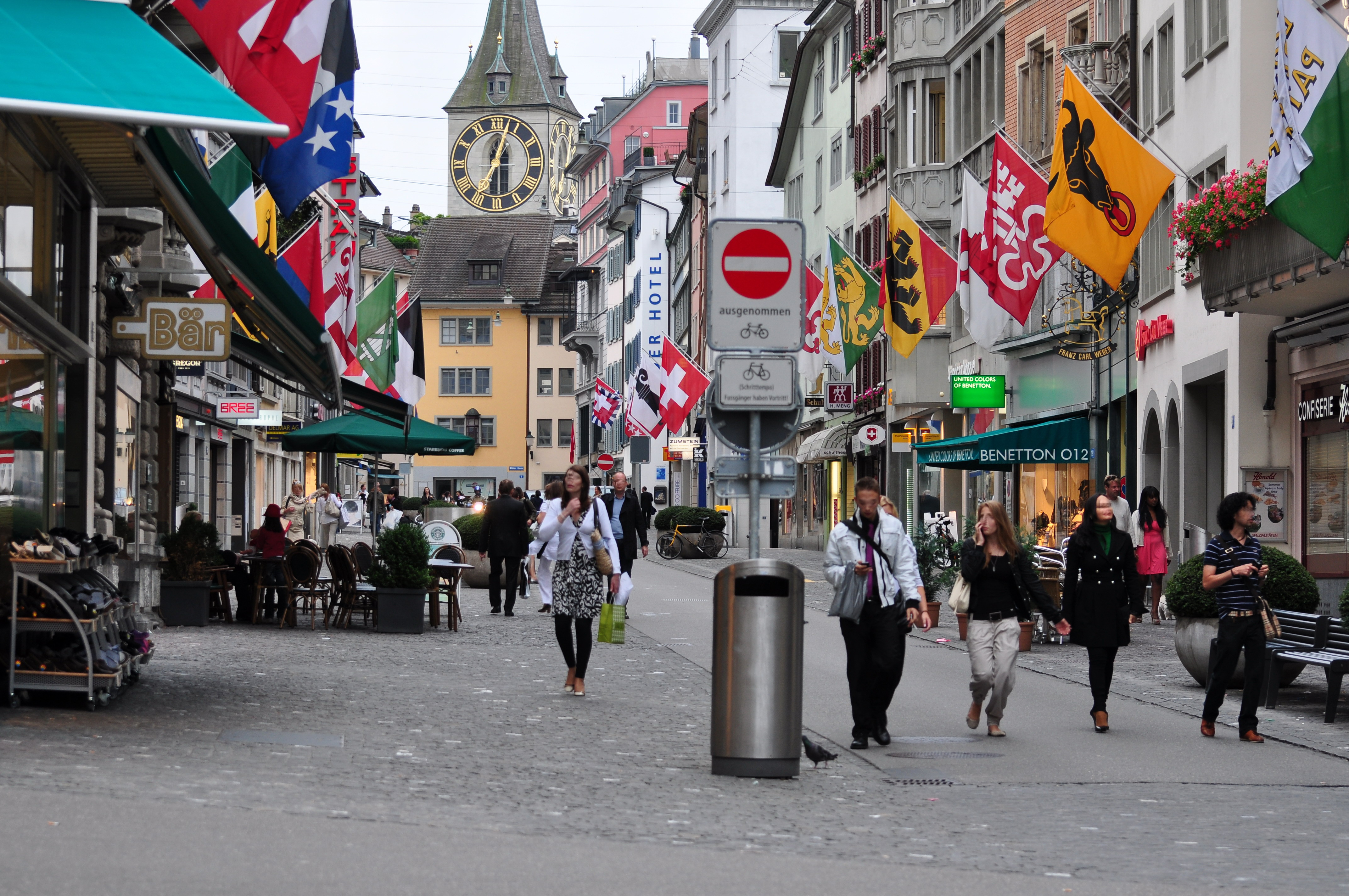
Rennweg in Zürich

Von Rennweg abgeleitete Straßen- und Ortsnamen:
- Rennweg (Nürnberg), Straße und Stadtteil in Nürnberg, Bayern
- Rennweg (Würzburg), Straße in Würzburg, Bayern
- Neuhaus am Rennweg, Stadt im Thüringer Wald, Thüringen
- Rennweg (Innsbruck), Straße in Innsbruck, Österreich
- Rennweg am Katschberg, Gemeinde in Kärnten, Österreich
- Rennweg (Wien), Straße in Wien, Österreich
- Rennweg (Basel), Straße in Basel, Schweiz
- Rennweg (Zürich), Straße und Quartier in Zürich, Schweiz